# Wolfgang Eichler (Sprachwissenschaftler)
Wolfgang Eichler (* 11. Juni 1940 in Köslin) ist ein deutscher Germanist, Sprachwissenschaftler und Hochschullehrer.

## Leben und Wirken
Nach seiner 1960 erfolgten Reifeprüfung studierte Wolfgang Eichler Germanistik, Geschichte und Gemeinschaftskunde, zunächst von 1960 bis 1962 an der Christian-Albrechts-Universität zu Kiel und von 1962 bis 1965 an der Universität Würzburg. Die beiden Staatsexamen für den höheren Schuldienst legte er 1965 und 1969 ab. 1966 promovierte er zum Dr. phil. an der Universität Würzburg bei Kurt Ruh.
Von 1960 bis 1968 war Eichler als wissenschaftlicher Assistent an der Universität Erlangen-Nürnberg tätig. Nach kurzer Zeit im Schuldienst (1969/70) wurde er 1970 Professor für Didaktik und Linguistik der deutschen Sprache an der Pädagogischen Hochschule Ludwigsburg, 1978 Professor an der Universität Göttingen und 1985 an der Universität Oldenburg. Ende 2005 trat er in den Ruhestand.
1987 hatte er eine Gastprofessur an der Universität Kairo inne.
In seinen zahlreichen Veröffentlichungen beschäftigt sich Eichler mit dem Spracherwerb, der linguistischen Theorie und der Didaktik des Deutschunterrichts. Einige Bücher, die sich nicht zuletzt an Lehrerinnen und Lehrer und weite Lesekreise richten, sind in mehreren Auflagen erschienen.

## Veröffentlichungen (Auswahl)
- Jan van Ruusbroecs 'Brulocht' in oberdeutscher Überlieferung. Untersuchungen und kritische Textausgabe (= Münchener Texte und Untersuchungen zur deutschen Literatur des Mittelalters. Bd. 22). Beck, München 1969 (= Dissertation Universität Würzburg).
- Einführung in die theoretische Linguistik auf fachdidaktischer Grundlage. Schroedel, Hannover 1972 (2. Aufl. 1978, ISBN 3-507-36410-7).
- (Hrsg.): Spracherwerb und linguistische Theorien. Texte zur Sprache des Kindes (= Erziehung in Wissenschaft und Praxis. Bd. 23). Piper, München 1974, ISBN 3-492-02066-6.
- Sprachdidaktik Deutsch. Ein kommunikationswissenschaftliches und linguistisches Konzept (= UTB. Bd. 162). Fink, München 1974, ISBN 3-7705-0791-6 (2. Aufl. 1979, ISBN 3-7705-1801-2).
- mit Karl-Dieter Bünting: Deutsche Grammatik. Form, Leistung und Gebrauch der Gegenwartssprache. Scriptor-Verlag, Königstein/Ts. 1976, ISBN 3-589-20501-6 (5. Aufl. Beltz Athenäum, Weinheim 1994, ISBN 3-89547-053-8)
- Sprach-, Schreib- und Leseleistung. Eine Diagnostik für den Deutschlehrer (= UTB. Bd. 689). Fink, München 1977, ISBN 3-7705-1529-3.
- Rechtschreibung und Rechtschreibunterricht. Ein Handbuch für den Deutschlehrer. Scriptor-Verlag, Königstein/Ts. 1978, ISBN 3-589-20666-7.
- (mit Karl-Dieter Bünting): Schulgrammatik der deutschen Gegenwartssprache. Kommunikationslehre, Satzlehre, Wortlehre, Bedeutungslehre, Rechtschreibung. Schroedel, Hannover 1978, ISBN 3-507-54034-7.
- mit Karl-Dieter Bünting : ABC der deutschen Grammatik mit Stichwörtern zur Rechtschreibung und zur Zeichensetzung. Athenäum, Königstein/Ts. 1982, ISBN 3-7610-8246-0.
- mit Karl-Dieter Bünting: Grammatiklexikon. Kompaktwissen für Schule, Ausbildung, Beruf. Scriptor, Frankfurt am Main 1989, ISBN 3-589-20873-2 (7. Aufl. 2006, ISBN 3-589-22367-7).
- Schreibenlernen. Schreiben – Rechtschreiben – Texte-Verfassen. Kamp, Bochum 1992, ISBN 3-592-86066-6.
- mit Ursula Chaudhuri: Lernschwierigkeiten in der Mittelstufe des Gymnasiums in den Fächern Deutsch, Französisch und Mathematik (= Texte zur pädagogischen Forschung und Lehre. Bd. 2). Franzbecker, Bad Salzdetfurth 1992, ISBN 3-88120-213-7.
- mit Karl-Dieter Bünting und Ulrike Pospiech: Handbuch der deutschen Rechtschreibung. Regeln, Übungen, Tipps. Cornelsen-Scriptor, Berlin 2000, ISBN 3-589-21350-7.
- Rechtschreibung lernen. Didaktisches Zentrum / Universität Oldenburg 2002, ISBN 3-8142-0810-2.
- "Mit Goethe hab ich keinen Plan" – Bildungstraditionen im Deutschunterricht versus Globalisierung der Lesedidaktik. In: Barbara Moschner u. a. (Hrsg.): PISA 2000 als Herausforderung. Perspektiven für Lehren und Lernen. Schneider-Verlag Hohengehren, Baltmannsweiler 2003, ISBN 3-89676-669-4, S. 87–100.
- Lese-Rechtschreib-Schwierigkeiten und Legasthenie nach dem neuropsychologischen und Teilleistungskonzept. In: Günther Thomé (Hrsg.): Lese-Rechtschreib-Schwierigkeiten (LRS) und Legasthenie. Eine grundlegende Einführung. Beltz, Weinheim 2004, ISBN 3-407-25344-3, S. 40–55.
- Kommunikation und Leben. Ein Leitfaden zur besseren Verständigung und Konfliktlösung. Igel-Verlag, Hamburg 2008, ISBN 978-3-86815-008-7.
- Siegfried Lenz: "Weltliteratur ist Heimatliteratur"? Geographische Orte als Inspiration für literarische Orte und menschliche Lebenssituationen bei Siegfried Lenz, besonders bei den Ostsee- und Schleigeschichten. Shaker, Aachen 2017, ISBN 978-3-8440-5383-8.